# Hexametoniu
Hexametoniu este un medicament care acționează ca ganglioplegic non-depolarizant, fiind astfel un antagonist al receptorilor colinergici nicotinici. Acțiunea sa blocantă este localizată la nivelul ganglionilor simpatici și parasimpatici, unde blochează doar receptorii nicotinici.
Medicamentul a fost utilizat în unele afecțiuni, precum hipertensiunea arterială cronică. Din cauza lipsei de specificitate, nu mai are utilizate clinică.